# PowerPC 601
Le PowerPC 601 un microprocesseur RISC 32 bits fondé sur l'architecture PowerPC, développé conjointement par Apple, IBM et Motorola. Son architecture dérive de l'architecture POWER (Performance Optimized With Enhanced RISC architecture) d'IBM. Il forme la première génération de PowerPC (ou G1).

## Histoire
Le développement du PowerPC 601 par IBM et Motorola commence en 1991. Il est commercialisé à partir de Septembre 1993:4 et fonctionne à une fréquence de 50 ou 66 MHz. Quelques mois plus tard, d'autres modèles sont commercialisés, avec des fréquences de 75 et 80 MHz. Fin 1994 sort une évolution du 601, le 601v, gravé plus finement et consommant moins d'énergie. Le 601v a des fréquences entre 100 et 120 MHz.
La ligne de processeurs est fabriquée par IBM alors que Motorola a la charge de la distribution. Elle a principalement été intégrée dans les premiers Power Macintosh d'Apple : Power Macintosh 6100, 7100, 8100 puis 7500, 7200, 8200 (PowerPC 601v), dans plusieurs modèles de serveurs et de stations de travail IBM RS/6000 ou de serveurs Bull.

## Architecture

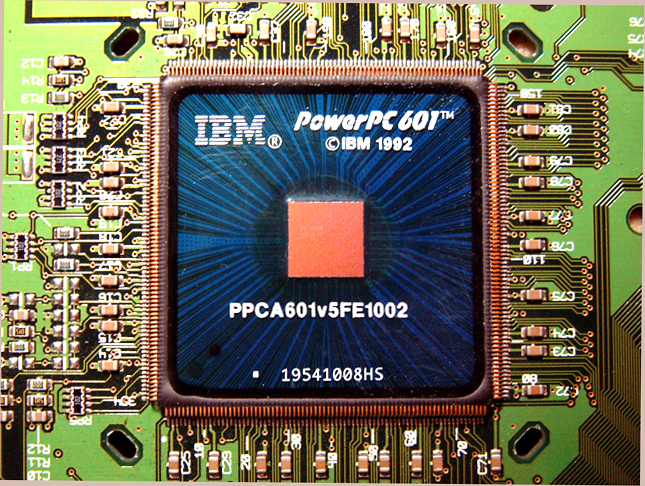
PowerPC à 100 MHz sur sa carte mère

Premier processeur de la gamme PowerPC 32 bits, le PPC 601 est conçu comme un pont entre les architectures Power et PowerPC, et intègre un bus 60x développé pour les processeurs Motorola 88000. Ce caractère hybride lui permet d'exécuter la plupart des instructions POWER et PowerPC.
Il peut traiter trois instructions simultanément par cycle d'horloge grâce à un pipeline, et intègre trois unités d'exécution :
- l'unité de traitement des entiers (FXU) ;
- l'unité de traitement des flottants (FPU) ;
- l'unité de traitement des branchements (BPU).

Il possède également une unité de gestion de la mémoire et une capacité d'auto-test.

## Caractéristiques

### PowerPC 601
- Date d'introduction : Septembre 1993
- Finesse de gravure : 0,60 micromètre (600 nm)
- Nombre de transistors : 2,8 millions
- Taille : 121 mm2
- Fréquence : 50, 60, 66, 75 ou 80 MHz
- Bus d'adressage 32 bit, bus de données 64 bit
- Fréquence du bus : moitié de la fréquence du processeur
- Taille de la mémoire cache : 32 Kio de niveau 1
- Tension électrique : 3,3 V
- Consommation : 6,5 W à 50 MHz
- Performances (modèle 66 MHz) : SPECint92 : 60 / SPECfp92 : 70

### PowerPC 601v
- Date d'introduction : novembre 1994
- Finesse de gravure : 0,50 micromètre
- Nombre de transistors : 2,8 millions
- Taille : 74 mm2
- Fréquence : 100, 110 ou 120 MHz
- Bus d'adressage 32 bit, bus de données 64 bit
- Fréquence du bus : moitié de la fréquence du processeur
- Taille de la mémoire cache : 32 Kio de niveau 1
- Tension électrique : 2,5 V